# Bertalan Szemere

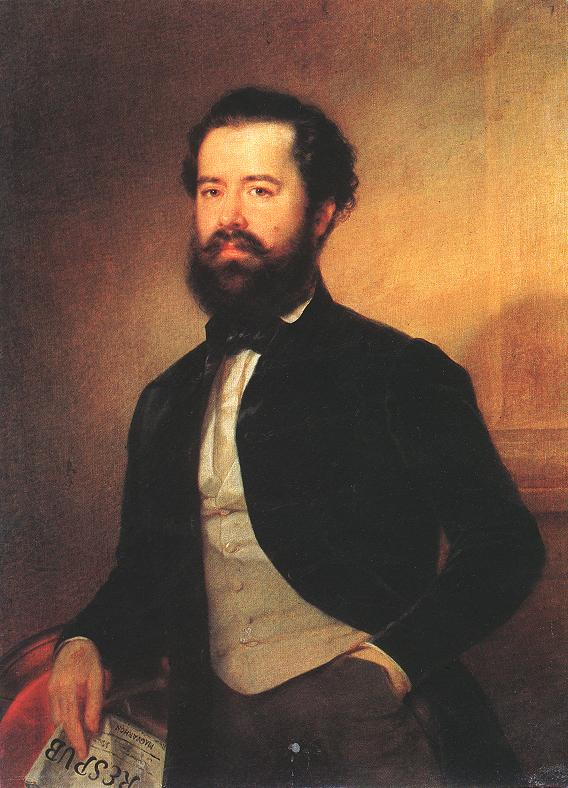
Bertalan Szemere, Gemälde von Sándor Kozina (1851)

Bertalan Szemere von Szemere (* 27. August 1812 in Vatta, Komitat Borsod; † 18. Januar 1869 in Ofen) war ein ungarischer Schriftsteller und Politiker. Er amtierte im Verlauf der Revolution von 1848/49 als der dritte ungarische Ministerpräsident und als der erste Innenminister Ungarns.
Bertalan (Bartholomäus) Szemere studierte in Pressburg, praktizierte darauf im Borsoder Komitat als Advokat, wurde 1842 zum Oberstuhlrichter, 1846 zum Vizegespan in Borsod und von demselben Komitat als Deputierter in den Reichstag gewählt. Er erwies sich hier als eins der tätigsten Mitglieder der Partei des Fortschritts und bearbeitete als Reichstagsschriftführer eine Reihe der wichtigsten Gesetzentwürfe. Im März 1848 im Ministerium Batthyány mit dem Portefeuille des Innern betraut, entschied er sich mit Lajos Kossuth für entschlossene Revolution, übernahm nach dem Rücktritt des Ministeriums mit jenem die provisorische Leitung der Landesangelegenheiten und trat auch in den Landesverteidigungsausschuss ein.
Im Dezember 1848 als Reichskommissar nach Oberungarn delegiert, bildete er hier ein Guerillakorps zur Abwehr des eingefallenen Schlikschen Korps. Nach der Unabhängigkeitserklärung (14. April 1849) übernahm er das Präsidium des neuen Kabinetts und floh, nachdem Artúr Görgey die Waffen gestreckt hatte, nach Konstantinopel, machte dann eine Reise nach Griechenland und ließ sich hierauf in Paris nieder.
Hier veröffentlichte er die vornehmlich gegen Kossuth gerichteten Charakteristiken: Ludwig Batthyányi, A. Görgei und L. Kossuth (Hamburg 1851). 1865 kehrte er, gebrochen an Leib und Seele, in die Heimat zurück und starb am 18. Januar 1869 in einer Privatirrenanstalt zu Ofen. Seine gesammelten Schriften sind 1869 in Pest erschienen.

## Werke
- A’büntelesröl s különösebben a hatal bünteterröl. (Über die Strafen und vorzüglich über die Todesstrafe.) Gekrönte Preisschrift. Buda 1841.
- Összegyüjtöt munkai. (Gesammelte Werke.) hung., 6 Bände, Pest 1869–1870.